# Harmonium (группа)
Harmonium — квебекская прогрессив-рок-группа, образованная в 1972 году в Монреале. Она стала одной из самых известных музыкальных групп в провинции Квебек в 1970-х годах и по сей день сохраняет культовый и влиятельный статус.

## История
Ведущий вокалист и гитарист Серж Фиори познакомился с Мишелем Нормандо (вокал и гитара) на музыкальной встрече в театре в ноябре 1972 года. Позже, в 1973 году, они познакомились с басистом Луи Валуа и создали группу Harmonium. В ноябре 1973 года группа выступила впервые в эфире радио CHOM-FM, исполнив 3 трека: Pour un instant, Un musicien parmi tant d’autres и Un refrain parmi tant d’autres. Первые 2 песни позже были записаны профессионально для включения их в одноимённый дебютный альбом. Последняя песня была продолжением «Un musicien parmi tant d’autres», но так и не вошла в альбом, оставшись неизданной. В то же время был выпущен сингл с хитом Pour un instant на стороне A и 100,000 Raisons на стороне B. Последний был включен в CD-версию альбома почти 20 лет спустя. Этот альбом имел огромный успех, и турне с аншлагами было организовано по всему Квебеку и Французской Канаде.
Их второй альбом Si on avait besoin d’une cinquième saison, более известный как Les Cinq saisons, имел мгновенный успех. Этот концептуальный альбом включал пять песен, каждая из которых представляла сезон, а последняя песня была длинной инструментальной композицией, представляющей пятый и воображаемый сезон. Для этого альбома группа наняла двух новых участников: Пьера Даньо, играющего на флейтах, саксофоне и кларнете, и Сержа Локата, играющего на фортепиано и синтезаторе. Группа также пригласила двух гостей сыграть на сессиях: Джуди Ричардс, которая отвечает за вокализацию инструментальной композиции «Histoires sans paroles», и Мари Бернар, исполняющую звуки волн Мартено, похожие на терменвокс. В 2015 году журнал Rolling Stone поместил этот альбом на 36-е место в списке 50 лучших прогрессив-рок-альбомов и признал его лучшим прогрессив-фолк-альбомом.
Последний двойной альбом L’Heptade был выпущен в 1976 году после нескольких месяцев записи в собственном доме Сержа Фиори в Сен-Сезер, Квебек. В песнях описываются семь стадий сознания в повседневной жизни человека. Первая и последняя песни называются «Comme un fou» и «Comme un sage», что указывает на продвижение к мудрости; из дурака в мудреца.
Группа была приглашена в Лос-Анджелес, где выступление со старым и новым материалом было снято командой Национального совета по кинематографии Канады и выпущено под названием Harmonium en Californie в октябре 1979 года. Новые песни были опубликованы на альбоме Deux cents nuits à l’heure, дополнительном проекте, возглавляемом Сержем Фиори и Ричардом Сегеном под названием Fiori-Séguin в середине 1977 года. По некоторым сведениям последний концерт Harmonium состоялся в Центре природы в Лавале, Квебек, в конце 1978 года. Harmonium en tournée, концертная версия L’Heptade, записанная в Ванкувере в 1977 году, была выпущена в 1980 году.
В 2007 году все три студийных альбома Harmonium были названы среди 100 величайших канадских альбомов всех времен в книге Боба Мерсеро «100 лучших канадских альбомов». Это были единственные франкоязычные альбомы из Квебека, включенные в список, помимо Jaune Жан-Пьера Ферлана.
L'Heptade XL, ремикс-версия альбома с несколькими минутами новых записей, была выпущена 18 ноября 2016 года в ознаменование его сорокалетия. Первоначальный микс l`Heptade был сделан во время гастролей группы по США. Ремастеринг более точно отразил видение Фиори в отношении полностью открытой музыки по сравнению с оригинальным студийным миксом. Он сопровождался выпуском дополнительной песни, записанной вживую в 1977 году, под названием C’est dans le noir, доступной на iTunes. Эта песня была записана в Национальном центре искусств в Оттаве во время тура в поддержку альбома. Viens voir le paysage, фильм об одном из этих представлений, также был выпущен на DVD по тому же случаю.
В 2018 году группа была удостоена почетной премии Prix Félix на 40-м ежегодном Gala de l’ADISQ. Несмотря на то, что группа была одной из самых влиятельных групп в истории музыки Квебека, она так и не получила Félix, поскольку к моменту вручения наград они распались.
Ремикс с оригинальных 16-трековых мастер-лент первого альбома группы под названием Harmonium XLV был выпущен в декабре 2019 года и включает в себя другую версию хита Pour un Instant. Переиздание Si on avait besoin d’une cinquième saison также находится в разработке.
В 2020 году Саймон Леклерк записал полную оркестровую версию всей музыки Harmonium с Монреальским симфоническим оркестром. Альбом стал неожиданностью для Сержа Фиори, который назвал его шедевром и, возможно, лучшими версиями своей музыки, как он заявил в интервью Radio-Canada, что это представляет собой окончательную эволюцию его музыки, которая с первого дня, скорее всего, предназначена для игры с такими оркестровыми аранжировками. «Histoires sans paroles: Harmonium symphonique» распространяется только по почте или скачиванием.

## Дискография

### Студийные альбомы
- Harmonium (февраль 1974 г.)
  - Harmonium XLV (декабрь 2019 г.)
- Si on avait besoin d’une cinquième saison (апрель 1975 г.)
- L’Heptade (ноябрь 1976 г.)
  - L’Heptade XL (ноябрь 2016 г.)

### Живые альбомы
- Harmonium en tournée (1980)

### Синглы
- «Pour un instant» / «100 000 Raisons» (1974)
- «Dixie» / «En pleine face» (1975)

### Видеосъемки
- Harmonium en Californie (октябрь 1979 г.) (NFB)[11]
- Viens voir le paysage (ноябрь 2016 г.)

### Состав исполнителей на альбомах
| Альбом                | Harmonium       | Si on avait besoin d’une cinquième saison | L’Heptade       |  |
| Ведущий вокал, гитары | Серж Фиори      |                                           |                 |  |
| Бас                   | Луи Валуа       |                                           |                 |  |
| Гитара                | Мишель Нормандо |                                           | Роберт Стэнли   |  |
| Клавиатуры            |                 | Серж Локат                                |                 |  |
| Деревянные духовые    |                 | Пьер Деньо                                | Либерт Субирана |  |
| Барабаны              |                 |                                           | Денис Фармер    |  |
| Ведущий вокал         |                 |                                           | Моник Фотё      |  |

## Состав
- Серж Фиори: вокал, 12-струнная гитара, клавишные (на более поздних концертах) (ноябрь 1972—1978)
- Мишель Нормандо: гитары, бэк-вокал (ноябрь 1972 г. — лето 1976 г.)
- Луи Валуа: бас, бэк-вокал (1973—1979)
- Ришар Боде: саксофон (1973—1974)
- Пьер Деньо: флейта, саксофон (апрель 1974—1975)
- Серж Локат: клавишные, синтезаторы, семплеры (август 1974 г. — ноябрь 1977 г.)
- Денис Фармер: барабаны, перкуссия (1976—1979)
- Роберт Стэнли: гитары (1976—1977)
- Моник Фотё: фортепиано, вокал (1976—1979)
- Либерт Субирана: флейта, саксофон (1976—1979)
- Нил Чотем: оркестровый композитор и аранжировщик (1976—1979)
- Джефф Фишер: клавишные, синтезаторы (1977)
- Иван Уэлле: фортепиано, клавишные, синтезаторы (1978)